# Pedro Maldonado Salazar
Pedro Maldonado (Callao, Perú; 15 de abril de 1940 - 23 de diciembre de 2020) fue un futbolista peruano. Se desempeñó como mediocampista derecho. Fue de familia futbolera, pues su hermano mayor Máximo Maldonado también jugó por el Sport Boys Association en los años 40. También fue cuñado de Marcos Calderon.

## Trayectoria
Fue un mediocampista que solo jugó en clubes del Callao. Se inició en el Club Atlético Chalaco y luego pasó al Sport Boys Association. El apodo de "curraco" fue porque de niño no pronunciaba correctamente la comida "churrasco".

## Clubes
| Club                        | País | Temporada |
| --------------------------- | ---- | --------- |
| Club Atlético Chalaco       | Perú | 1959-1960 |
| Sport Boys Association      | Perú | 1961-1963 |
| KDT Nacional Sporting Club  | Perú | 1964-1965 |
| Atlético Deportivo Olímpico | Perú | 1966      |